# Tatra 70

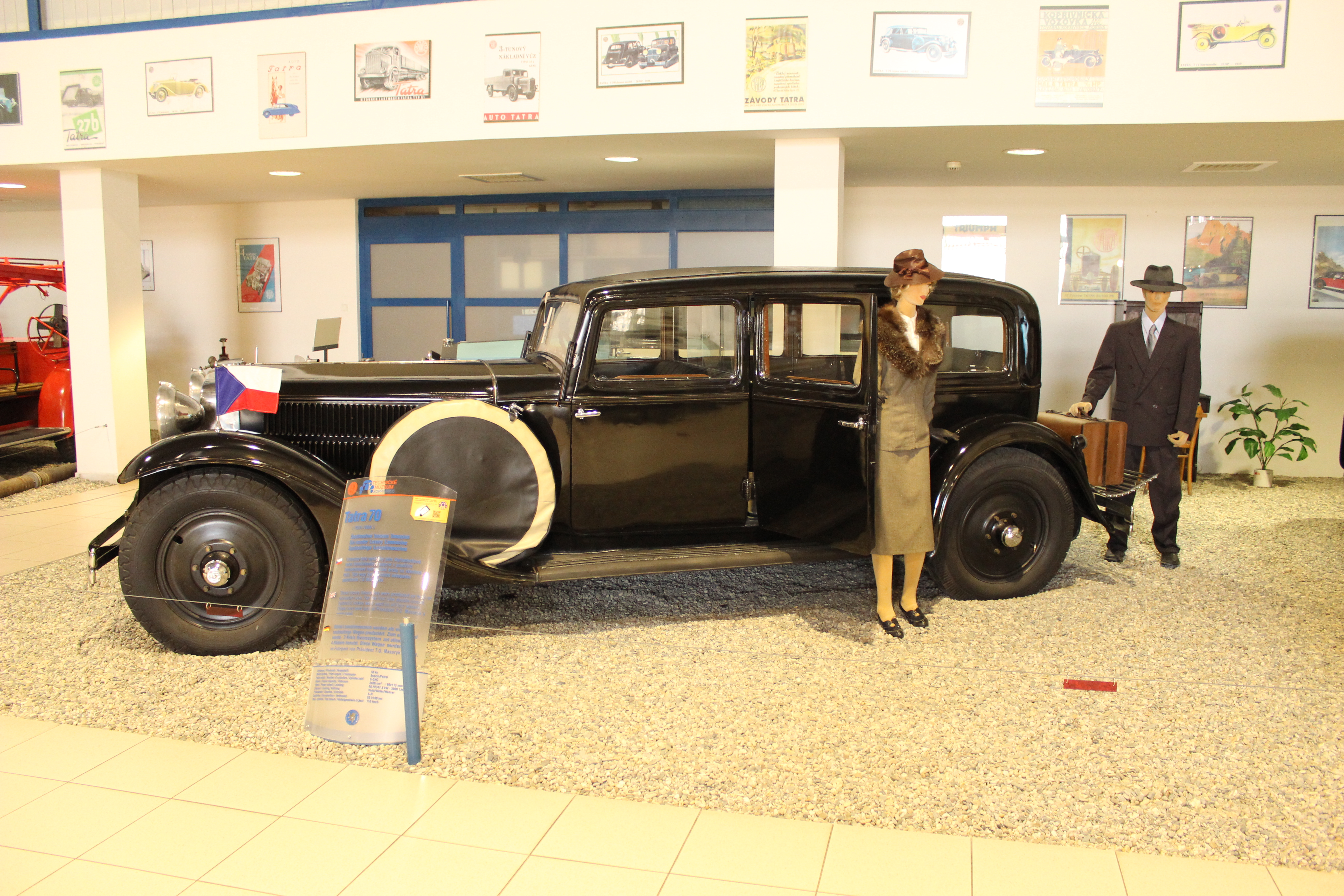
Seitenansicht

Der Tatra 70 war der Nachfolger des großen PKW-Typs 31, den das Tatrawerk in Nesselsdorf 1931 herausbrachte.
Das Luxusfahrzeug hatte einen wassergekühlten Sechszylinder-OHC-Reihenmotor mit 3406 cm³ Hubraum und 65 PS (48 kW) Leistung. Der Motor, dessen Nockenwelle mit einer Königswelle angetrieben wurde, gab seine Kraft über eine Mehrscheibentrockenkupplung und ein 4-Gang-Getriebe an die Hinterräder ab. Die erreichbare Höchstgeschwindigkeit des ca. 2400 kg schweren Wagens lag bei 110 km/h. Das Fahrgestell war eine Zentralrohrkonstruktion, die vorne eine Starrachse mit obenliegender Querblattfeder und hinten eine Pendelachse mit Querblatthalbfedern eingebaut hatte. Die Räder waren als Scheiben ausgeführt.
Es gab unterschiedliche 4- und 6-sitzige Limousinenaufbauten und Landauer. Bis zum 27. April 1932 entstanden 50 Fahrzeuge.
1934 erschien als Nachfolger der Typen 70 und 80 der Tatra 70 A. Sein Motor- und Antriebskonzept entsprach dem des Typs 70, jedoch war der Hubraum auf 3845 cm³ vergrößert und die Leistung stieg auf 70 PS (51 kW). Damit erreichte das 2450 kg schwere Fahrzeug eine Höchstgeschwindigkeit von 130 km/h.
Bis zum 28. August 1936 entstanden 70 Fahrzeuge. Aus Ersatzteilen wurde nach dem Zweiten Weltkrieg ein weiterer Wagen gebaut, den der tschechoslowakische Präsident Edvard Beneš am 23. Mai 1947 erhielt.
Nachfolger des Tatra 70 A war ab 1937 der vollkommen anders konzipierte Typ 87.

## Quelle
- Schmarbeck, Wolfgang: Tatra – Die Geschichte der Tatra-Automobile. Verlag des Internationalen Auto- und Motorrad-Museums Deutschland, Bad Oeynhausen 1977